# Тейхмюллер, Густав
Гу́став Тейхмю́ллер (нем. Gustav Teichmüller, 19 ноября 1832, Брауншвейг — 22 мая 1888, Дерпт) — немецкий философ-идеалист и историк философии, профессор Юрьевского университета, создатель философской доктрины персонализма, именуемой также спиритуализмом или панпсихизмом. Оказал влияние на развитие философии в России, где явился основателем Юрьевской философской школы.

## Биография
Густав Тейхмюллер родился в Брауншвейге в семье офицера, закончил местную гимназию. В 1852 году поступил в Берлинский университет, где под руководством профессора А. Тренделенбурга изучал античную философию. В 1856 году получил степень доктора философии в Галле, занимался частным преподаванием. В 1858—1859 годах, состоя домашним учителем в семье прусского посла в России генерала Вертера, преподавал древние языки в петербургской школе Св. Анны. В Петербурге женился на одной из своих учениц, которая, однако, вскоре по выезде за границу умерла. В 1860 году покинул Россию, был приват-доцентом в Гёттингене, где познакомился с Р. Г. Лотце, оказавшим влияние на его философские взгляды. С 1867 года был профессором в Гёттингене, с 1868 — в Базеле, был избран деканом философского факультета. В 1870 году был приглашён на должность профессора в Дерптский университет, где преподавал до конца жизни. Скончался в 1888 году в Дерпте.
В период работы в Дерпте Тейхмюллер написал свои основные философские сочинения и создал свою оригинальную философскую систему. Здесь у него сложился круг последователей, который иногда называют Юрьевской философской школой. В число его учеников входили Е. А. Бобров, В. Ф. Лютославский, Я. Ф. Озе и другие. Идеи Тейхмюллера получили признание главным образом в России, где оказали влияние на таких мыслителей, как А. А. Козлов, С. А. Аскольдов, Н. О. Лосский и В. С. Шилкарский.

## Учение
Как историк философии, Тейхмюллер выделял четыре основных философских направления: позитивизм, материализм, идеализм и четвёртое, основателем которого он считал Г. В. Лейбница и которое называл персонализмом; к этому последнему направлению он причислял и себя. Значительная часть сочинений Тейхмюллера посвящена критике трёх других философских направлений, основанных, по его мнению, на неправильном толковании понятия бытия.
Понятие бытия является ключевым в философии Тейхмюллера. Согласно Тейхмюллеру, источником этого понятия является интеллектуальная интуиция, соотносящая между собой элементы непосредственного сознания. Анализируя непосредственное сознание, мы обнаруживаем в нём три элемента: содержание сознания, его деятельности и связующее их «я». Таким образом мы получаем понятие трёх родов бытия: бытия идейного, бытия действительного и бытия субстанционального. К области идейного бытия относятся идеи, составляющие содержание сознания, например, тёплое и холодное, чёрное и белое, круглое и квадратное. К области действительного бытия относятся деятельности сознания, например, акты ощущения, памяти, внимания, желания и т. п. Наконец, к области субстанционального бытия относится само наше «я», объединяющее в себе свои деятельности и их содержания. Субстанциональное бытие является основой двух других, ибо «я» присутствует во всех своих деятельностях и объемлет все их содержания. Отсюда выводится общее понятие бытия, определяемое как «сознание субстанцией самой себя, своих деятельностей и их содержания в их взаимном отношении и единстве».
Понятие о внешнем мире строится нами по аналогии с нашим «я» и понимается как множество подобных нам субстанциональных единств. Все субстанции существуют вне пространства и времени; пространство и время суть только перспективные формы порядка, в которых наше «я» размещает содержания своих деятельностей. Так называемый материальный мир есть лишь бессознательная проекция субстанцией вовне чувственных образов, возникших вследствие её взаимодействия с другими субстанциями. Все субстанции состоят между собой в отношении координации, так что деятельность одной производит изменения в деятельностях других. Субстанции находятся на разных ступенях самосознания: субстанции с развитым самосознанием становятся личностями, отсюда и само учение Тейхмюллера именуется «персонализмом».
Ошибку других философских систем Тейхмюллер видел в том, что они ищут подлинную реальность не в бытии мыслящего субъекта, а в чём-то ином. Так, материализм полагает единственной реальностью материальные вещи, то есть созданные самим же субъектом проекции своих чувственных ощущений. Идеализм, начиная с Платона и кончая Гегелем, ищет реальность в общих понятиях, которые суть лишь продукты мысли того же субъекта. Наконец, позитивизм вообще отказывается от поиска сущностей и субстанций и признаёт реальностью одни лишь явления, отрицая и то, что в них является, и того, кому они являются. Таким образом, все три направления отрицают того несомненного носителя всяческой реальности, который дан нам в непосредственном сознании и которого мы именуем словом «я».

## Сочинения
- «Aristotelische Einteilung der Verfassungsformen», 1859;
- «Die Einheit der Aristotelischen Eudämonie», 1859;
- «Aristotelische Forschungen», 1867—1873;
- «Unsterblichkeit der Seele», 1874;
- «Studien zur Geschichte der Begriffe», 1874;
- «Neue Studien zur Geschichte der Begriffe», 1876;
- «Die Platonische Frage», 1876;
- «Darwinismus und Philosophie», 1877;
- «Frauenemancipation», 1877;
- «Die Reihenfolge der Platonischen Dialoge», 1879;
- «Das Wesen der Liebe», 1880;
- «Paedagogisches», 1881;
- «Die wirkliche und die scheinbare Welt», 1882;
- «Die Religionsphilosophie», 1886;
- «Neue Grumdlegung der Psychologie und Logik», 1889;

в русском переводе:
- «Дарвинизм и философия», Юрьев, 1894;
- «Бессмертие души», Юрьев, 1895;
- «Действительный и кажущийся мир». Казань, 1913.